# Seebach

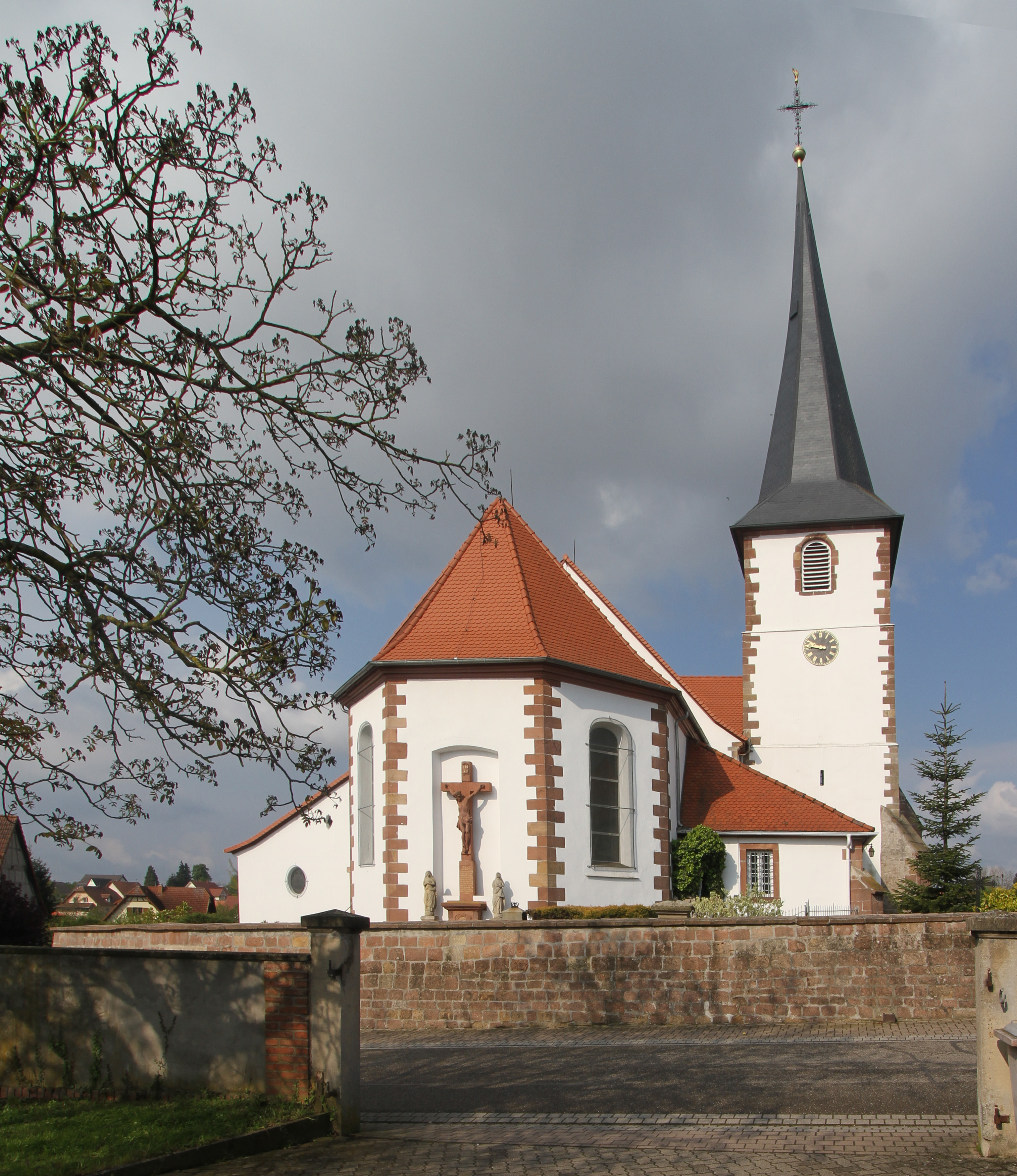

Seebach es una localidad y comuna francesa, situada en el departamento de Bajo Rin en la región de Alsacia. 

## Demografía
| 1 412 | 1 509 | 1 616 | 1 512 | 1 541 | 1 672 |
| Para los censos de 1962 a 1999 la población legal corresponde a la población sin duplicidades (Fuente: INSEE [Consultar]) |       |       |       |       |       |